# İstanbul Büyükşehir Belediyespor (basquetbol)
L'İstanbul Büyükşehir Belediyespor també conegut simplement com a Istanbul BŞB o Istanbul BB, és un club de bàsquet professional amb seu a Istanbul, Turquia, i juga a la Superliga de Bàsquet Turca. El club és una secció de l'Istanbul Büyükşehir Belediyesi Spor Kulübü.
La secció de bàsquet es va fundar l'any 2000 i juga els partits al Cebeci Sport Hall.

## Jugadors destacats
- Bora Paçun
- Caner Topaloğlu
- Cüneyt Erden
- Metecan Birsen
- Zackary Wright
- Damir Markota
- Steponas Babrauskas
- Jure Balažič
- Jaka Klobučar
- Alex Stepheson
- Eric Buckner
- Marque Perry